# Monasterio de Santa María (La Santa Espina)
El monasterio de la Santa Espina es un monasterio cisterciense ubicado en el valle del río Bajoz en los Montes Torozos. Se sitúa en la localidad de La Santa Espina, en el municipio de Castromonte en la provincia de Valladolid, comunidad autónoma de Castilla y León. En su traza se mezclan los estilos románico y gótico, al que se le añadió en el siglo XVIII una fachada barroca debida a Ventura Rodríguez.

## Historia
Fundado en 1147 por la hermana del emperador Alfonso VII, la infanta-reina Sancha Raimúndez, quien recibió de Luis VII de Francia en París una espina de la corona de espinas de Cristo que custodiaban los reyes de Francia. A su vuelta, donó sus heredades en San Pedro y Santa María de Aborridos para la fundación de un monasterio que albergara la reliquia, encomendado a la Orden del Císter. Los primeros monjes llegaron ese mismo año procedentes de la Abadía de Claraval enviados por San Bernardo de Claraval. Alfonso VII, estando en Zamora, confirmó esta donación dos años después, el 6 de abril de 1149.
El 28 de septiembre de 1559 tuvo lugar cerca del Monasterio de Santa María de La Santa Espina el encuentro entre Felipe II y Juan de Austria.
En 1575 los maestros canteros cántabros Juan de Nates y Juan Ribero de Rada ampliaron el monasterio, mientras que Juan de la Vega actúa como fiador. Nates no termina la obra y le encarga su finalización a Juan de Naveda. La capilla que alberga la reliquia es obra de Francisco de Praves, del siglo XVII. En el siglo XVIII, Ventura Rodríguez edificó una nueva fachada de traza barroca.
Los monjes cistercienses residieron de forma permanente en el monasterio hasta la incautación de sus bienes por el Estado, y posterior venta, con la Desamortización de Mendizábal. Con anterioridad, solamente hubo dos cortos espacios temporales en los que el monasterio fue abandonado a su suerte: durante la invasión napoleónica y durante el trienio liberal.
En 1865 el complejo fue adquirido por Ángel Juan Álvarez, marqués de Valderas. En 1886 su viuda, Susana de Montes y Bayón, creó en él una escuela de primaria y agrícola que fue encomendada a los Hermanos de La Salle. En 2022 los frailes abandonaron el monasterio siendo reemplazados por la Fundación Educatio Servanda.
En 1937, ya en plena guerra civil española, los terrenos del monasterio fueron utilizados como campo de concentración para alojar a presos del bando republicanos. Su capacidad inicial era de 600 hombres, pero llegará a albergar a más de 4300 prisioneros. En noviembre de 1939 dejó de cumplir esta función.
En los años cincuenta del siglo XX, el ministro de Agricultura Rafael Cavestany de Anduaga promueve un convenio entre la institución religiosa y el Ministerio de Agricultura y, posteriormente, la Junta de Castilla y León. En la actualidad, se imparte en él formación profesional de capataces agrarios y otros profesionales del sector agrícola.

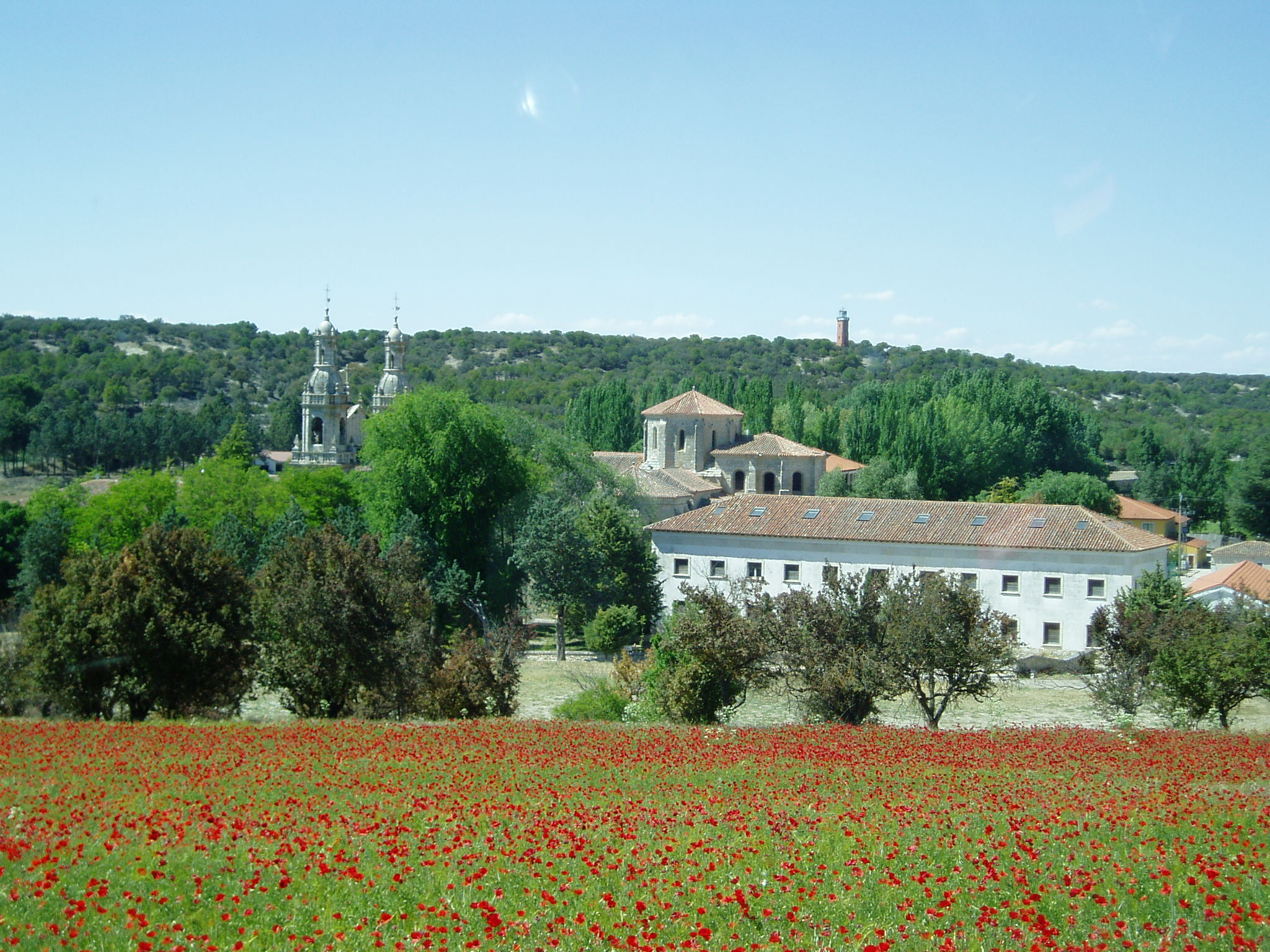
Vista exterior

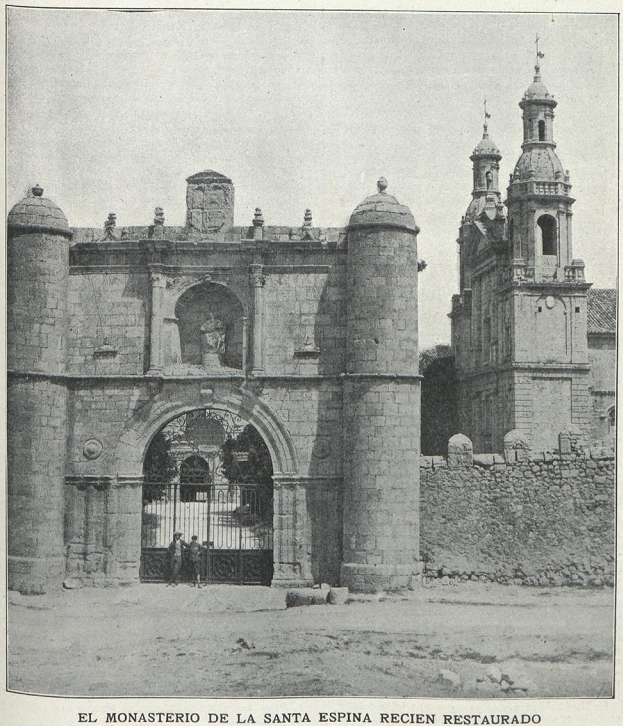
El monasterio hacia 1907, en La Hormiga de Oro

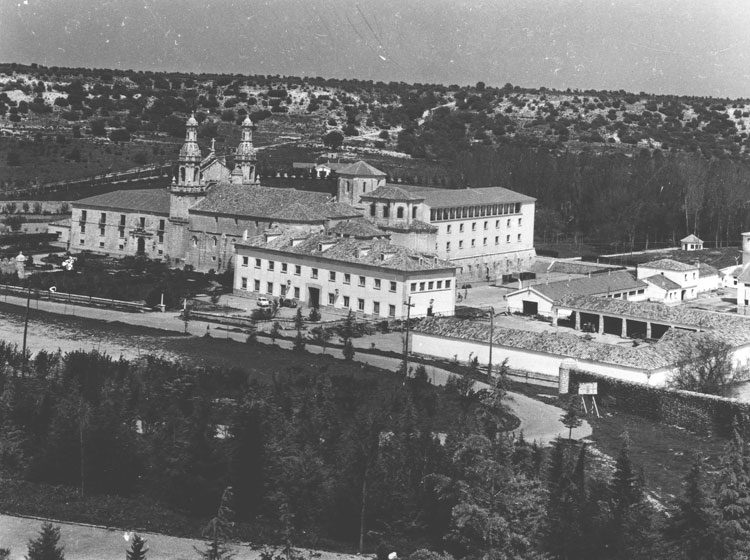
Vista panorámica, mediados del

## Ubicación
Durante la Edad Media estaba integrado en la Merindad del Infantazgo de Valladolid (en castellano antiguo citada como: Meryndat del Infantadgo de Ualladolid) una división administrativa de la Corona de Castilla, cuya descripción figura en el libro Becerro de las Behetrías de Castilla, redactado por las Cortes de Valladolid de 1351, cuando el estamento de los hidalgos solicitó al rey Pedro I la desaparición de las behetrías mediante su conversión en tierras solariegas. 
Situado en el valle del río Bajoz, fue una herramienta para la repoblación tras la Reconquista por medio del uso de las tierras, que aprendieron a regar de manera magistral.
El 14 de mayo de 1967 se constituyó como una localidad homónima perteneciente al municipio de Castromonte, a partir de un proceso de colonización también para el uso de las tierras.

## Características

### Exterior

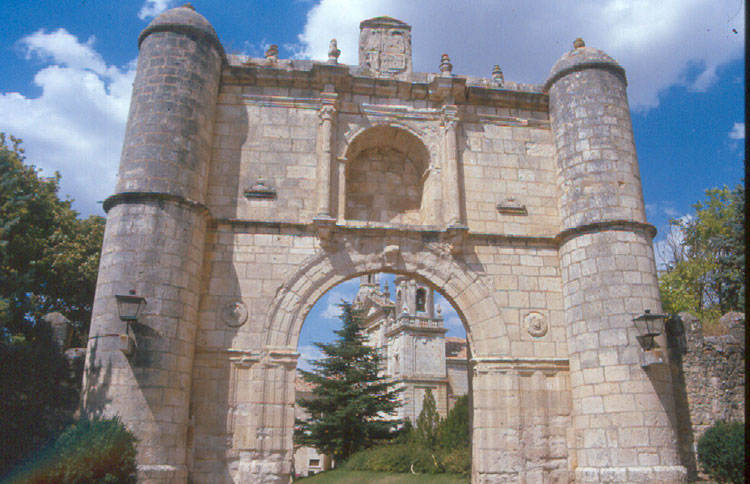
Entrada al monasterio

Rodeado de una enorme muralla del siglo XVI, el monasterio tiene su entrada por una puerta monumental con arco de medio punto sobre el que se sitúa una hornacina hoy vacía.

### Claustros

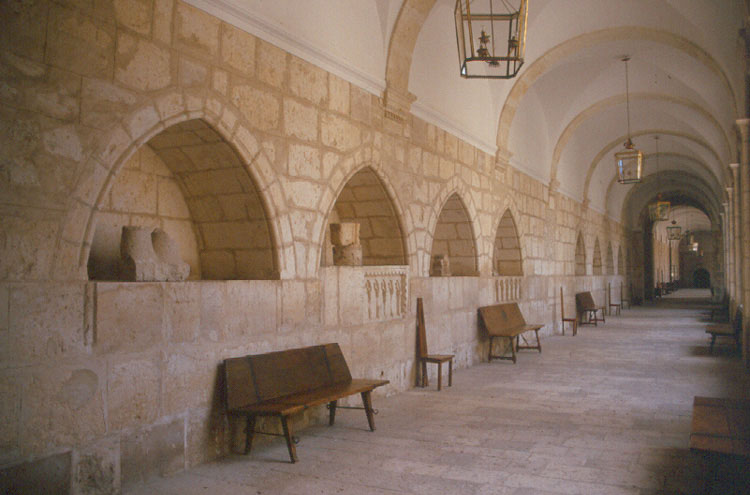
Claustro procesional

Sus claustros, situados al norte de la iglesia, articulan las dependencias más importantes del monasterio. Cuenta con dos claustros:
- El primero de ellos, llamado claustro de la hospedería, data del siglo XVI.
- El segundo, claustro procesional, con expresión herreriana un poco tardía, es fruto de la transformación en el siglo XVII del primitivo cisterciense, del que apenas quedan restos. A un lado del mismo se situaban las dependencias de los monjes, para cuyas actividades cotidianas se precisaba del agua; al otro, la iglesia.

### Sala capitular
Al igual que la sacristía, se remonta a los orígenes del monasterio, no habiendo sufrido grandes transformaciones desde entonces. Está situada en el claustro procesional. Es una de las mejor conservadas y más representativas de los monasterios cistercienses españoles por su sobriedad. Tiene vanos geminados a ambos lados de la entrada, que nunca fueron cerrados, para facilitar la asistencia de todos los monjes a los capítulos que se reunían dos veces al día. 

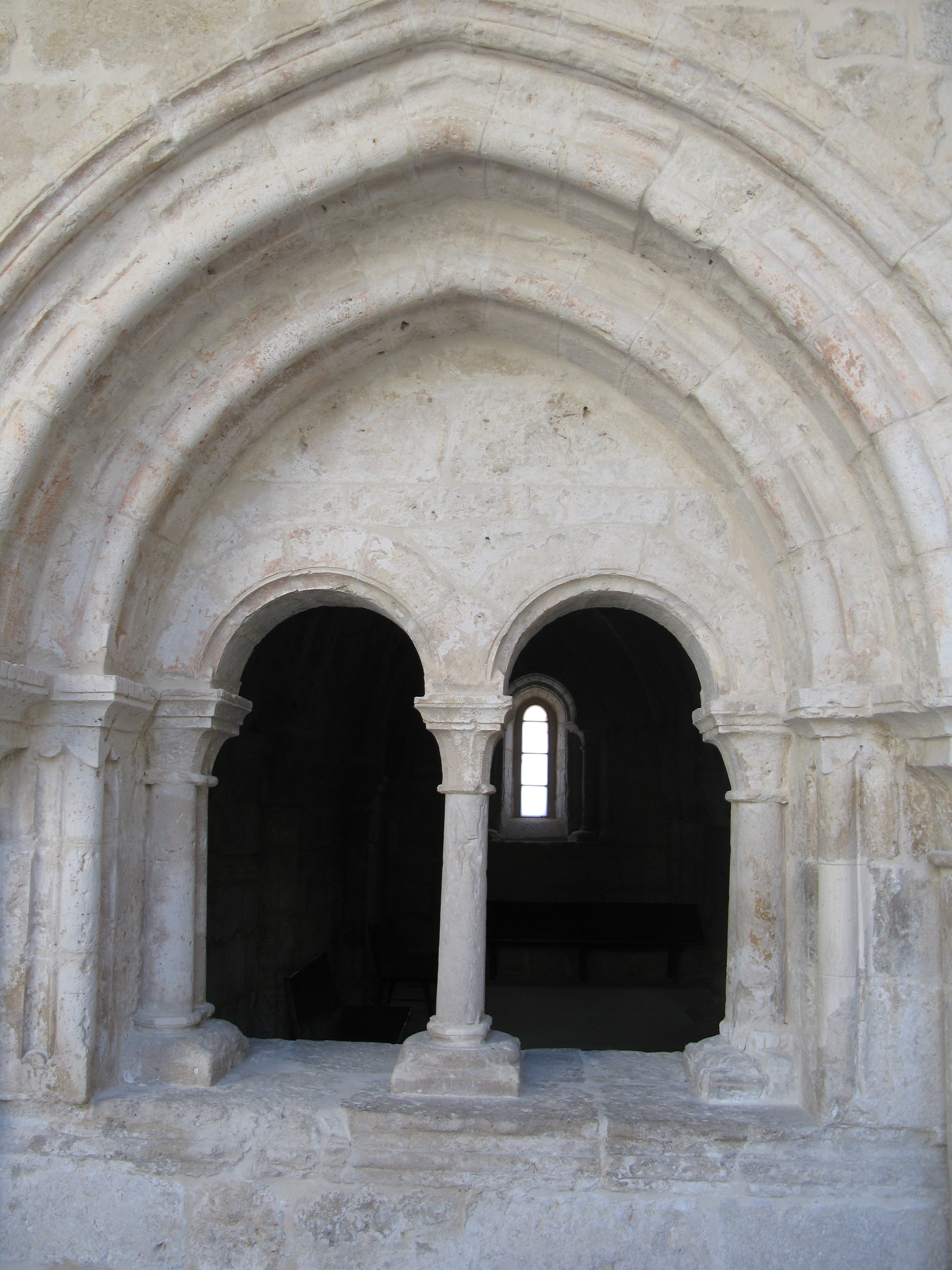
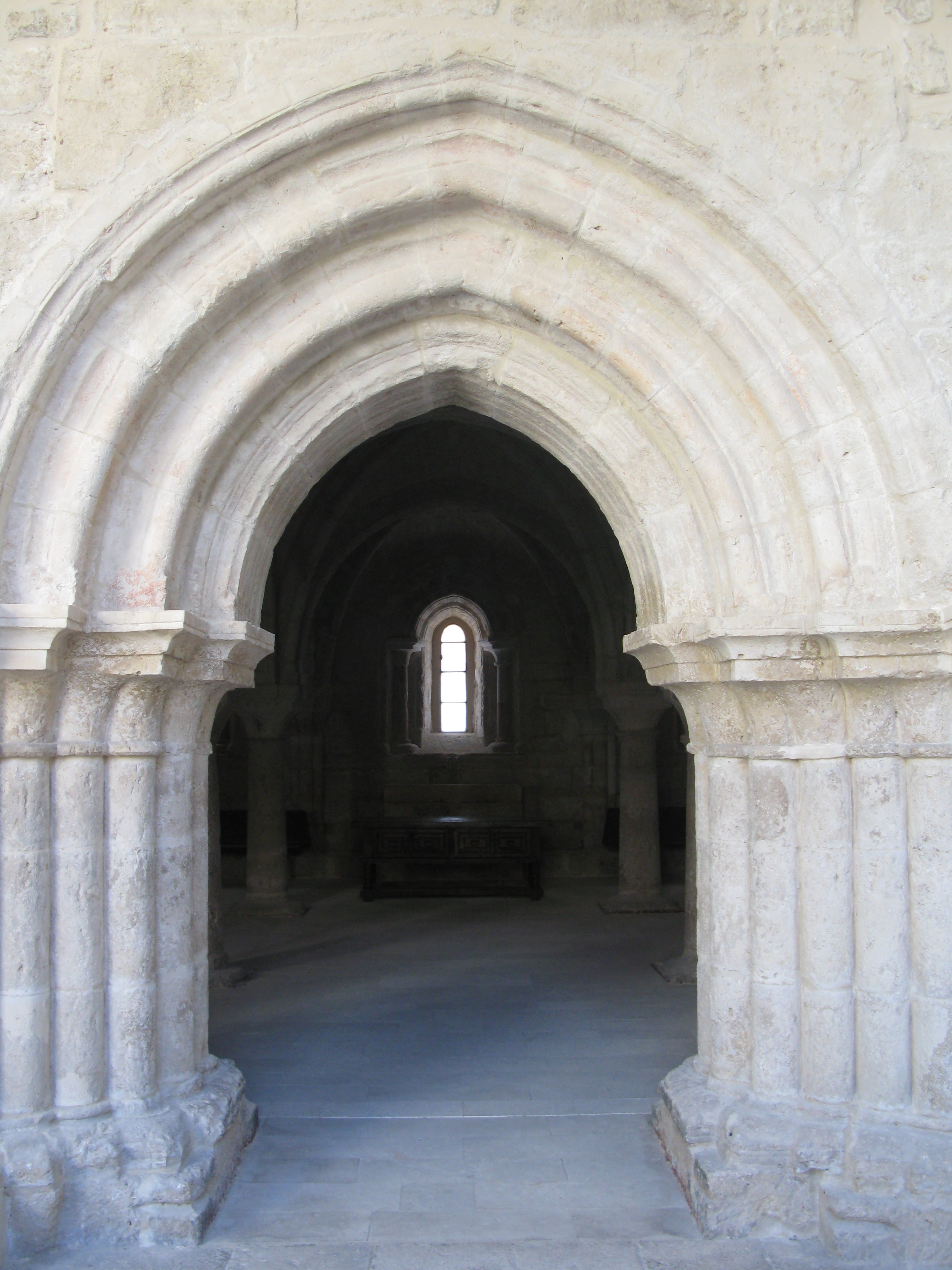
Sala capitular
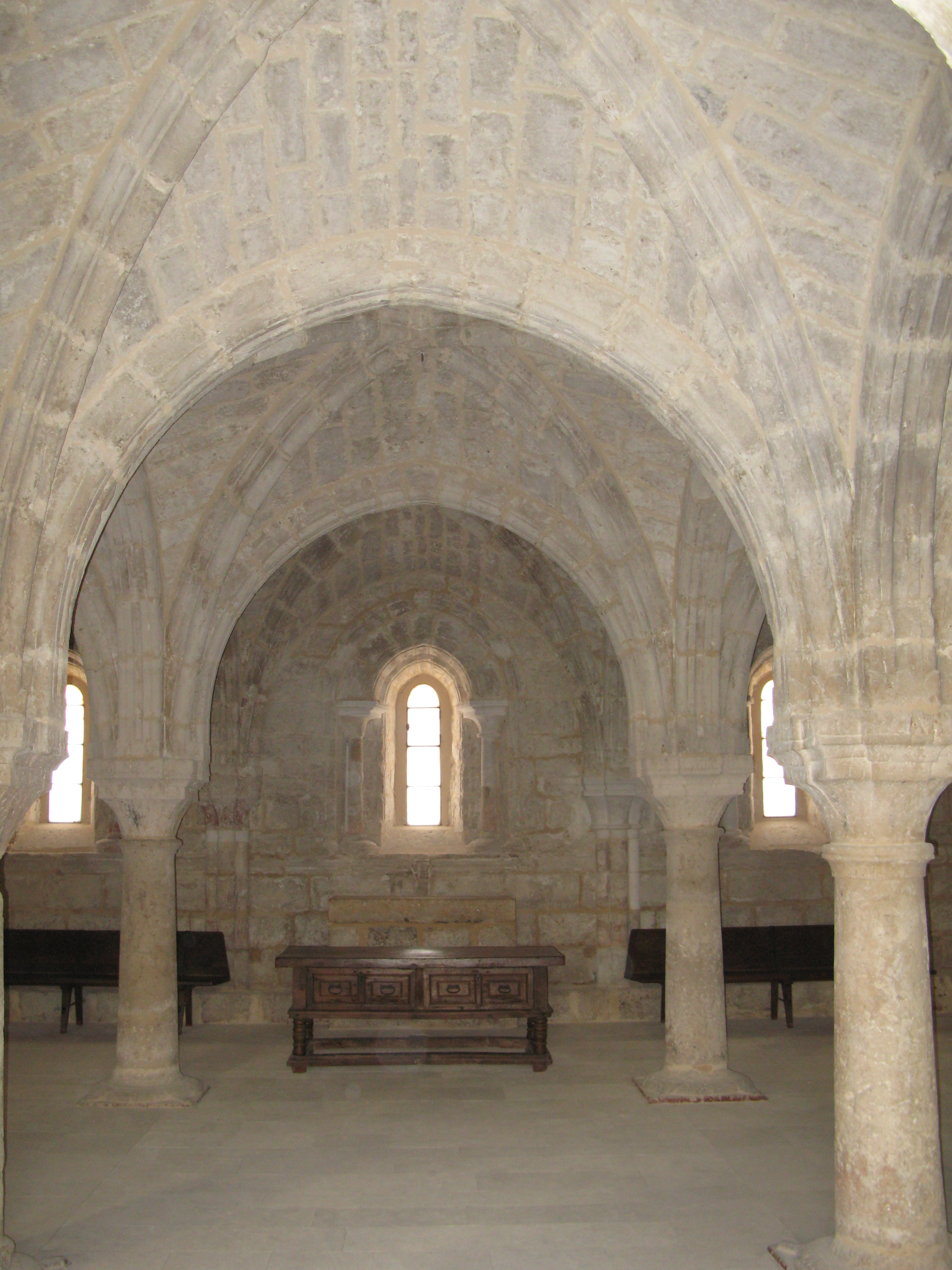

### Sacristía

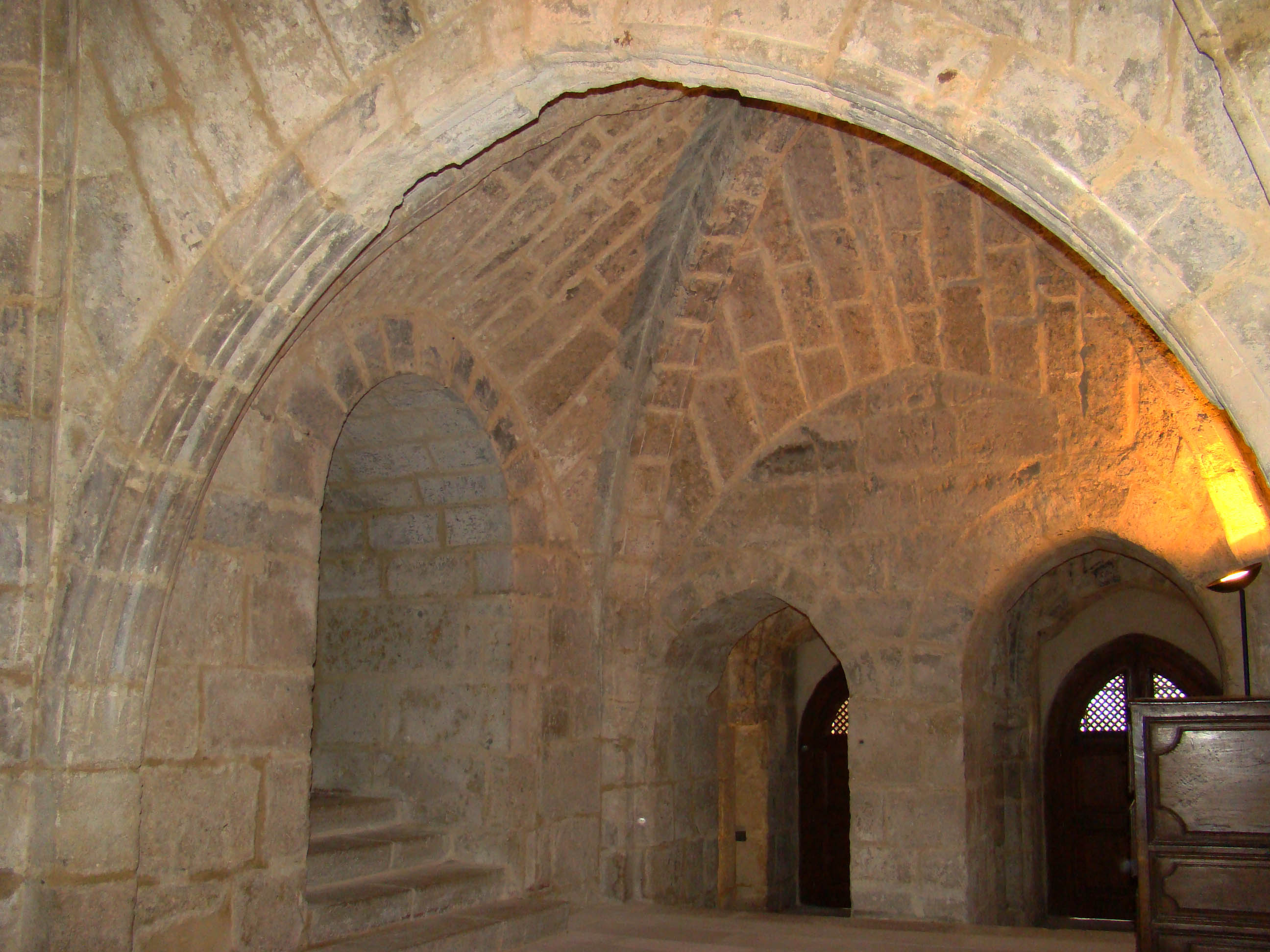
Sacristía

La parte más antigua del monasterio, se supone que hizo de iglesia en sus comienzos. Data de finales del siglo XII y comienzos del siglo XIII, siendo edificada en un románico tardío. Marca el comienzo de la construcción del monasterio: a un lado las dependencias de los monjes, al otro la iglesia.

### Iglesia

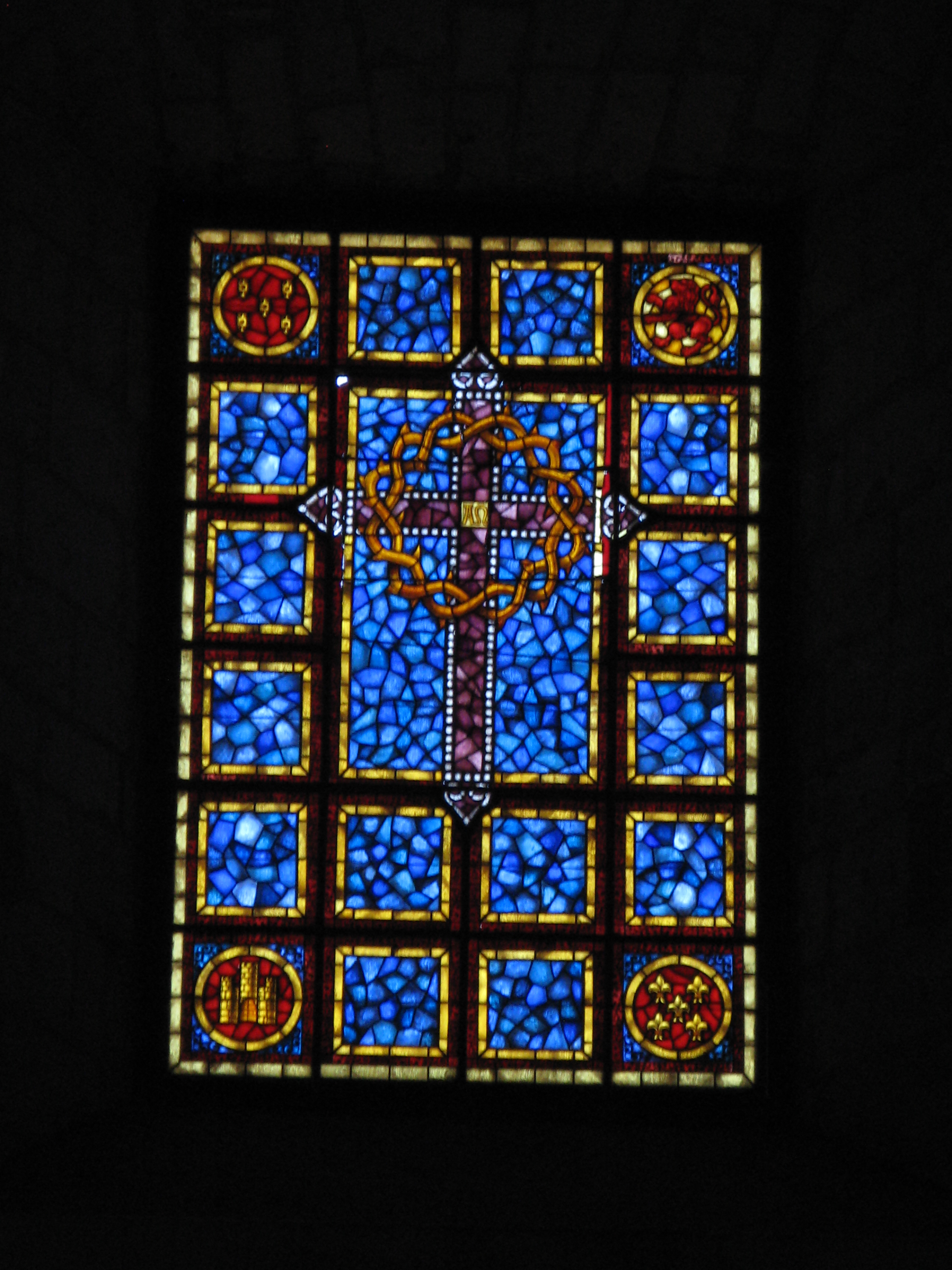
Vidriera

En ella se encuentran partes originales del siglo XIII, como las tres naves del fondo con estilo protogótico. También cuenta con partes transformadas en el siglo XVI, como el transepto y el presbiterio, que son renacentistas, según diseño del arquitecto Gonzalo Sobremaza.

#### Fachada
Se añadió en el siglo XVIII. Cuenta con dos esbeltas torres gemelas, construidas según la línea de la Escuela de Ventura Rodríguez.

#### Retablo

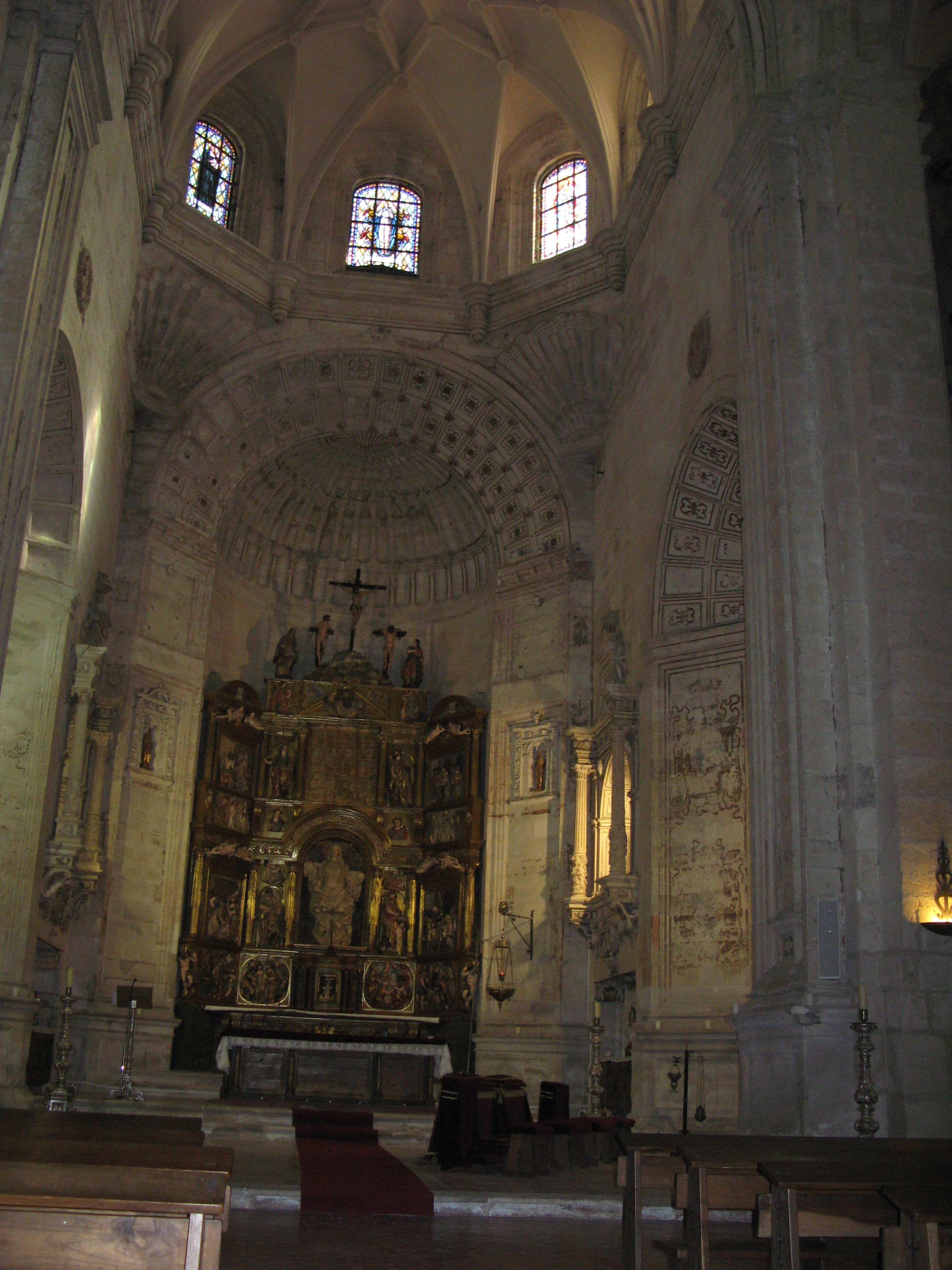
Altar

El primitivo retablo fue sustituido en el siglo XVI por otro de alabastro de Manuel Álvarez, que desaparecería durante la invasión napoleónica, aunque hay piezas documentalmente localizadas:
- La imagen principal de la Asunción se encuentra en la iglesia de San Cebrián de Mazote.
- Cuatro relieves representando escenas de la Vida de la Virgen se encuentran en el Museo Frederic Marès de Barcelona.

El actual retablo, de estilo renacentista y en madera policromada, procede Monasterio de Santa María de Retuerta, habiendo sido realizado en los talleres de Diego Marquina, en Miranda de Ebro.
Junto al retablo del Altar Mayor, en el lado del Evangelio, se halla colocada una estatua orante que representa a la infanta-reina Sancha Raimúndez, fundadora del Monasterio, realizada en alabastro, aunque la infanta no recibió sepultura allí, sino en el Panteón de Reyes de San Isidoro de León.

#### Capilla de los Vega
La capilla extrema absidial derecha, de estilo gótico flamígero de comienzos del siglo XV, fue construida como capilla funeraria para enterramiento de la familia de los Condes de Grajal de Campos. Contiene varios espacios para las tumbas hoy desaparecidas, así como mucha decoración dañada durante la invasión napoleónica.

#### Capilla de las Reliquias
Obra de Francisco de Praves, del siglo XVII, para guardar todas las reliquias del monasterio, que se perdieron en un incendio. Hoy guarda la reliquia de la Santa Espina.

#### Capilla de San Rafael

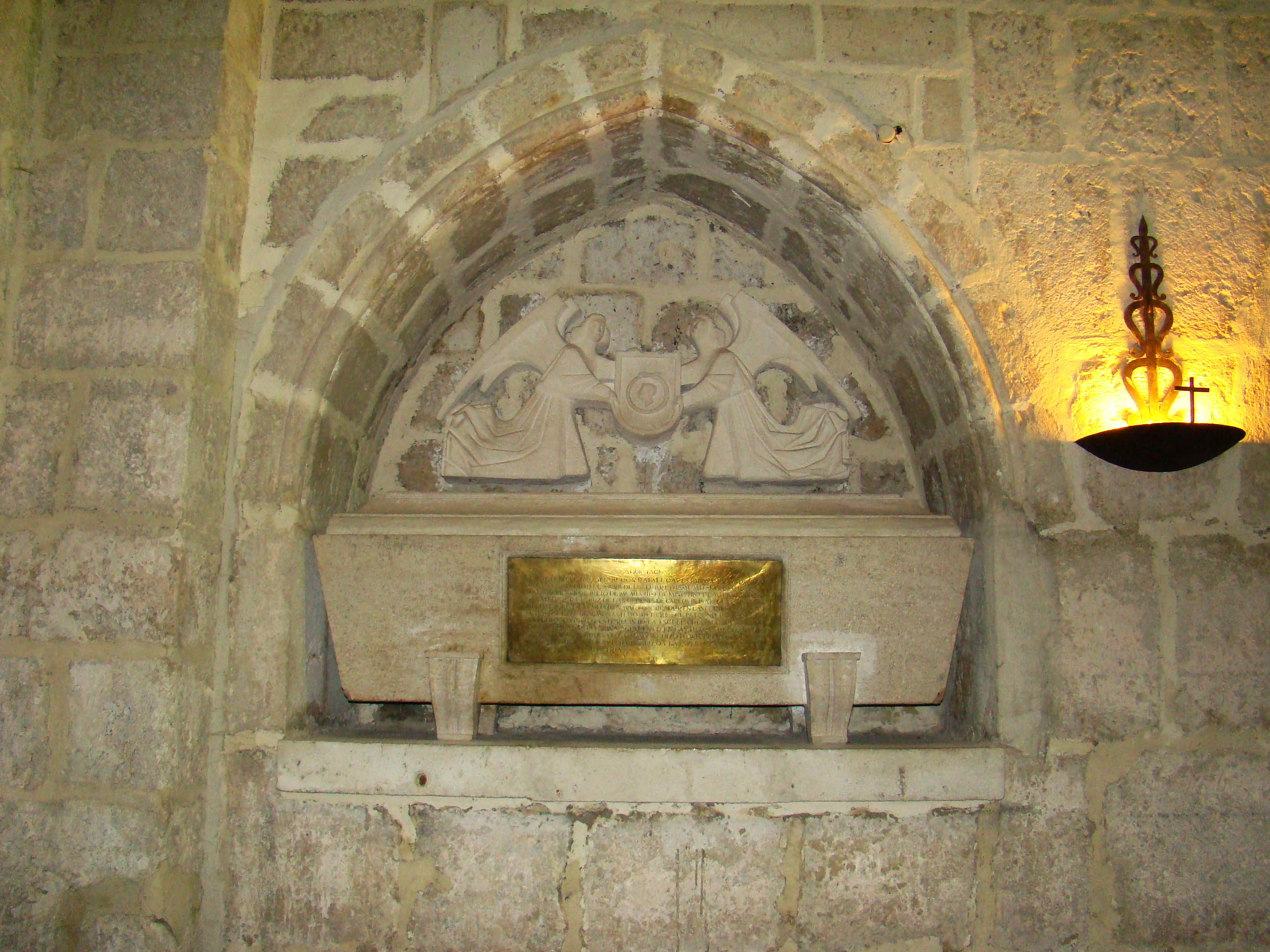
Capilla de San Rafael

Antiguamente llamada capilla del Abad, hoy guarda los restos del promotor de la restauración, Rafael Cavestany y de Enriqueta, su mujer. Cuenta con una imagen barroca de San Rafael, una predela del siglo XV de la escuela de Pedro Berruguete, un sagrario en madera policromada del siglo XVI y una imagen en alabastro de la escuela napolitana del mismo siglo. Cuenta con un curioso arco esviaje, cuyo eje es oblicuo, se piensa que para favorecer la visión de los monjes enfermos del oficio de la misa.

## Uso actual
En las dependencias monacales se ubica la Escuela de Capacitación Agraria, una de las más antiguas de España. En este centro público de enseñanza, que depende de la Junta de Castilla y León, los alumnos cursan ciclos de grado medio y programas de garantía social. Otras instalaciones como el aprisco, los invernaderos, la vaquería,... complementan la formación que se imparte en este centro.
El monasterio acoge una exposición permanente de mariposas, insectos y distintos artrópodos de los cinco continentes. Ubicada en una sala del claustro de la hospedería, esta exposición se compone de 3000 ejemplares que forman parte de una colección total de más de 10 000 ejemplares.